# Arctosa binalis
Arctosa binalis là một loài nhện trong họ Lycosidae.
Loài này thuộc chi Arctosa. Arctosa binalis được Yu & Da-xiang Song miêu tả năm 1988.